# Leichenhalle Friedhof Seehausen
Die Leichenhalle Friedhof Seehausen im Ortsteil Bremen-Seehausen, Seehauser Landstraße 166/168 stammt aus dem frühen 20. Jahrhundert.

Die Gebäude wird aktuell (2023) auch als Trauerkapelle genutzt.
Das Gebäude steht seit 2021 unter Bremischen Denkmalschutz.

## Geschichte
1919 wurde der alte Friedhof in Seehausen vergrößert.

Das eingeschossige verklinkerte Gebäude, mit steilem Satteldächern und Eingangstor im Giebel zum Friedhof, wurde dann 1928 nach Plänen von Carl Eeg und der Architektengemeinschaft Eduard Scotland und Alfred Runge bei der Kirche St. Jacobi (13. Jahrhundert) gebaut. Neben dem Eingang sind stilisierte Pflanzenmotive aus Ziegelsteinen angebracht. Das Portal hat eine abgetreppte Verdachung. Im Giebelfeld ist ein aus Ziegelaussparungen gebildetes Kreuz. Im rückwärtigen Giebel sind zwei spitze Fenster.

Bei dem Gebäude stehen das Pfarrhaus Seehausen von 1885 sowie Stall und Turnhalle Seehauser Landstraße 166 von 1895.